# George Douglas, 1. Earl of Angus
George Douglas, 1. Earl of Angus (* um 1378; † um 1403), war ein schottischer Adliger. Er gilt als Begründer der „Roten Linie“ der Familie Douglas.

## Leben

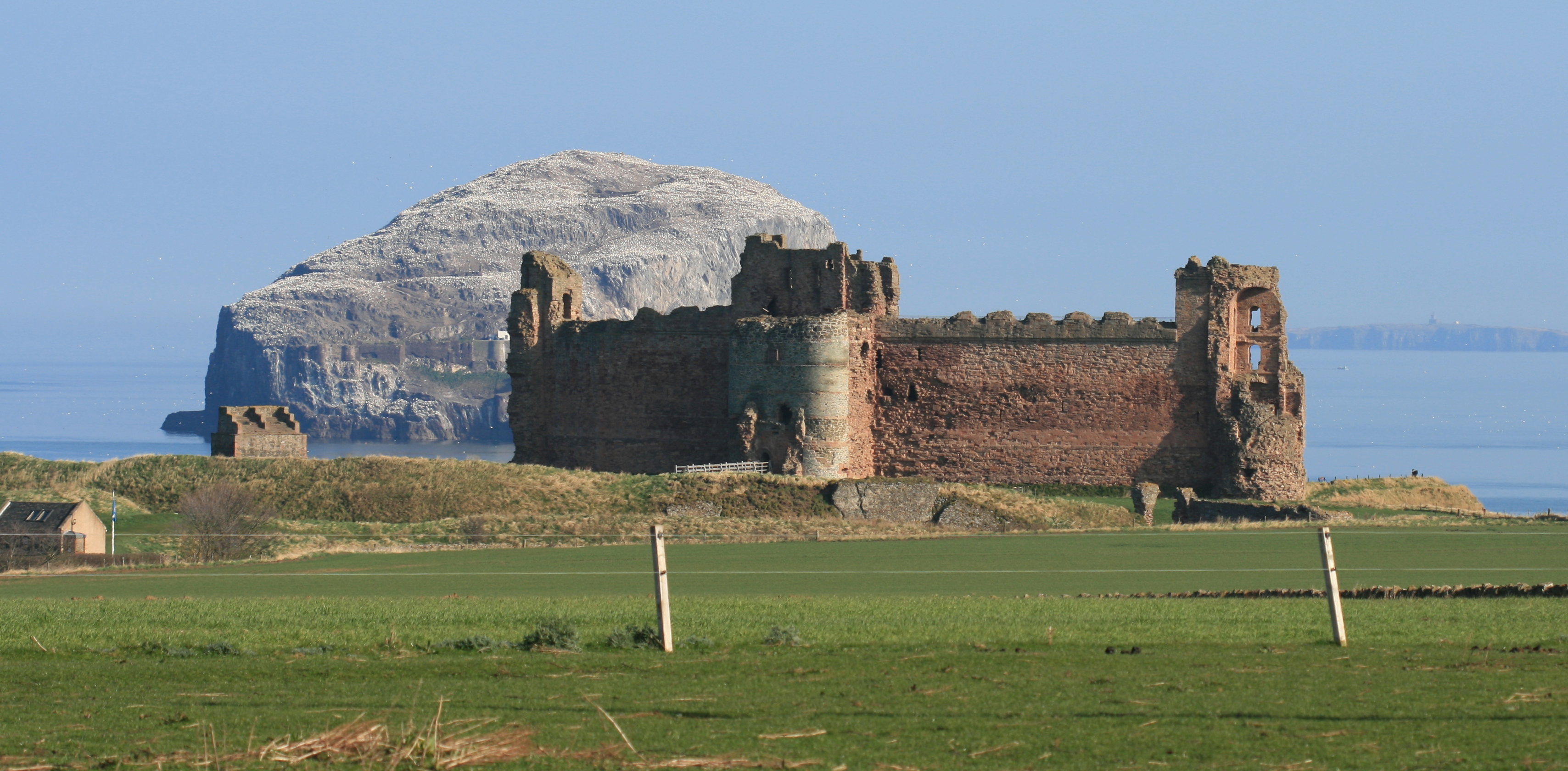
Tantallon Castle

George war ein illegitimer Sohn des William Douglas, 1. Earl of Douglas, mit Margaret Stewart, Countess of Angus, Tochter des Thomas Stewart, 2. Earl of Angus, und Witwe des Thomas, 9. Earl of Mar, der Anfang 1377 in England gestorben war. Die erst etwa 23-jährige Witwe war dann zu ihrer Schwägerin, Thomas’ Schwester Margaret, 10. Countess of Mar, auf Tantallon Castle gezogen, die mit William Douglas, 1. Earl of Douglas, verheiratet war. Zwischen ihm und seiner Schwägerin kam es zu einer Beziehung, doch eine Ehe beider ist nicht belegt. George dürfte in Tantallon geboren worden und aufgewachsen sein. Die ehelichen Kinder Williams waren damals schon erwachsen, darunter James, der 1371 Isabella, Tochter des Königs Robert II., geheiratet hatte.
Nachdem seine Mutter am 9. April 1389 zu seinen Gunsten auf ihren Titel verzichtet hatte, wurde George am folgenden Tag von Robert II. im Besitz bestätigt sowie in einer neuen Verleihung zum Earl of Angus ernannt.
In seiner Ehe, geschlossen am 24. Mai 1397, heiratete er Mary, Tochter des schottischen Königs Robert III. Mit ihr hatte er zwei Kinder; seinen Sohn und Erben William (späterer 2. Earl); sowie eine Tochter Mary, die um 1423 Alexander Forbes, 1. Lord Forbes, und nach dessen Tod in zweiter Ehe Sir David Hay of Yester heiratete.
Auch Robert III. betätigte ihn nach der Eheschließung mit offizieller Urkunde in Titel und Besitz.
Aus den folgenden Jahren ist bis zu seinem frühen Tod nur wenig von George bekannt. Er folgte seinem Verwandten Archibald Douglas, 4. Earl of Douglas, der ab 1401 die Invasionsarmee Schottlands im Krieg gegen England kommandierte, geriet in der Schlacht von Homildon Hill am 14. September 1402 in englische Gefangenschaft und starb wenig später, spätestens im Frühjahr 1403 in England während eines Ausbruchs der Pest.